# Carmen (película de 2003)
Carmen es una película española de 2003 dirigida por Vicente Aranda, basada en la novela homónima de Prosper Mérimée, en la que también se basó la popular ópera de Bizet. Paz Vega y Leonardo Sbaraglia son los protagonistas principales.

## Argumento
Durante un viaje por España, el azar convierte al escritor francés Prosper Mérimée en testigo de una historia apasionante. La naturaleza libre y enigmática de una mujer llamada Carmen, su belleza meridional, su carácter arrebatado y pasional, hacen que el sargento José se convierta en víctima y protagonista de acontecimientos extraordinarios, de amores turbulentos y pasiones incontrolables, en una cadena de fatalismo, celos y sangre. Con cada nuevo amante de Carmen, con cada nuevo episodio de amor, pasión y celos, José da un paso hacia la marginalidad y la delincuencia. La muerte tiñe una y otra vez de rojo las manos de José hasta que finalmente, tras disparar contra el último amante de Carmen, intenta llevársela lejos y empezar una nueva vida. Pero ni las súplicas ni las amenazas le sirven de nada. En vano se humillará ante Carmen, ofreciéndole una vida próspera y feliz. Las apasionadas palabras de amor caen en el vacío y en la más terrible de las indiferencias. Y la impotencia y la pasión empujan una vez más la mano de José hacia la navaja desnuda. ¿Qué otra cosa podía hacer? Si cada episodio de amor es una pequeña muerte, ¿cómo se puede retener todo el amor de Carmen, cómo se puede abrazar su fuego abrasador?

## Ficha artística
- Paz Vega (Carmen)
- Leonardo Sbaraglia (José)
- Antonio Dechent (El tuerto)
- Joan Crosas (Dancaire)
- Jey Beneditt (Próspero)
- María Botto (Fernanda)
- Ismael Martínez (Antonio)

## Ficha técnica
- Director de fotografía: Paco Femenia
- Director artístico:
- Montaje: Teresa Font
- Decorados:
- Vestuario: Yvonne Blake

## Comentarios
Película basada en hechos reales, la leyenda que escribiría Prosper Mérimée en 1846 y atraería más tarde a pintores, músicos, dramaturgos y cineastas de todas la épocas, se muestra en la realidad con la lucidez y la fuerza de una muy particular mujer que lucha por todo aquello en lo que cree.
Demasiada pasión y el misterio de Carmen atraparán al espectador que se adentre en la aventura de esta película.

## Palmarés cinematográfico
- Premio del público en el Birmingham Screen Festival (2004)

- Datos: Q621565